# Vecteur de Killing conforme
Pour les articles homonymes, voir Killing.
En géométrie riemannienne, un vecteur de Killing conforme ou un champ de vecteurs de Killing conforme ou un champ conforme est un champ de vecteurs correspondant à une variation infinitésimale d'une isotopie conforme pour une métrique pseudoriemannienne. En l'absence d'orbites périodiques, après une transformation conforme correctement choisie sur la métrique, le champ de vecteurs devient un champ de vecteurs de Killing ; cela peut être réalisé au moins localement. Sans être forcément de Killing un champ conforme possède des propriétés proches.
Les vecteurs de Killing interviennent notamment en relativité générale.
En géométrie symplectique, les champs de dilatation en sont des équivalents.

## Définition
Etant donnée une métrique pseudoriemannienne g sur une variété différentielle M, une application conforme de M est un difféomorphisme {\displaystyle \Phi :M\rightarrow M} tel que {\displaystyle \Phi ^{*}g=f.g} où f est une fonction strictement positive. La métrique {\displaystyle \Phi ^{*}g} est dite conforme à g. Les isométries riemanniennes sont des cas particuliers d'applications conformes. L'ensemble des applications conformes forme un sous-groupe du groupe des difféomorphismes de M. Avec les bonnes structures, il en est un sous-groupe de Lie.
On définit un vecteur de Killing conforme comme un champ de vecteurs X dont le flot est constitué d'applications conformes. Ici, le flot est seulement localement défini : X n'est pas nécessairement complet. Cette propriété équivaut à ce que la dérivée de Lie {\displaystyle {\mathcal {L}}_{X}g} soit proportionnelle à g. Les vecteurs de Killing sont donc par définition les variations premières des isotopies conformes (isotopie d'applications conformes). Plus exactement, si {\displaystyle g_{t}} est une isotopie conforme, alors
est un champ de vecteurs de Killing dépendant d'un paramètre réel t. L'identité ci-dessus donne une correspondance biunivoque entre les isotopies conformes et les champs de vecteurs de Killing conformes dépendant d'un paramètre réel.
L'ensemble des vecteurs de Killing conformes est stable par addition et multiplication par des fonctions. Il forme un sous-module de l'espace des champs de vecteurs. Le crochet de Lie de deux vecteurs de Killing conformes est un vecteur de Killing conforme. Donc, l'ensemble des vecteurs de Killing forment une sous-algèbre de Lie de l'algèbre des champs de vecteurs. Cette sous-algèbre de Lie peut être vue comme l'algèbre de Lie du groupe de Lie des applications conformes de {\displaystyle (M,g)}. Ce groupe est de dimension infinie.

## Équation dans une carte locale
Un vecteur de Killing ξ est défini par l'équation
{\displaystyle D_{a}\xi _{b}+D_{b}\xi _{a}=0},
où D est la dérivation covariante associée à la métrique. Lors d'une transformation conforme, la métrique g est transformée selon
{\displaystyle g_{ab}\to {\bar {g}}_{ab}=\Omega ^{2}g_{ab}},
où Ω est une fonction ne s'annulant pas. À l'aide de ces définitions, il est possible de calculer l'équivalent de l'équation de Killing à laquelle obéit le vecteur ξ, mais en utilisant la dérivation covariante {\displaystyle {\bar {D}}} associée à la nouvelle métrique {\displaystyle {\bar {g}}_{ab}}. On trouve ainsi
{\displaystyle {\bar {D}}_{a}\xi _{b}+{\bar {D}}_{b}\xi _{a}={\frac {2}{n}}\left({\bar {D}}_{c}\xi ^{c}\right)g_{ab}},
où n est la dimension de l'espace considéré.

## Propriété
Si v et w sont deux vecteurs tangents en p et orthogonaux pour la métrique g précédemment introduite, on a, pour tout champ de vecteurs de Killing conforme :
Si X est un champ de vecteurs de Killing, l'identité précédente reste plus généralement vraie pour tous vecteurs v et w tangents en p.
En particulier, si v est un vecteur isotropique, {\displaystyle g(v,v)=0}, alors v est orthogonal à lui-même. Pour tout champ de vecteurs de Killing conforme X, on a :
En particulier si c est une géodésique de vecteur vitesse isotrope, alors le produit scalaire de X avec le vecteur vitesse est constant :
Cette propriété de conservation intervient notamment en géométrie lorentzienne pour traiter des géodésiques de genre lumière.
Voici une autre façon de l'obtenir en utilisant l'expression des champs de vecteurs de Killing conformes dans les cates locales. Si l'on note {\displaystyle {\bar {u}}^{a}} le vecteur tangent d'un géodésique associée à la métrique {\displaystyle {\bar {g}}}, alors en contractant l'équation à laquelle obéissent les vecteurs de Killing conformes à {\displaystyle {\bar {u}}^{a}{\bar {u}}^{b}}, on obtient
{\displaystyle {\bar {u}}^{a}{\bar {D}}_{a}\left({\bar {u}}^{b}\xi _{b}\right)={\frac {1}{n}}\left({\bar {D}}^{c}\xi _{c}\right){\bar {u}}^{d}{\bar {u}}_{d}}.
Dans le cas d'un géodésique de genre temps, la norme {\displaystyle {\bar {u}}^{d}{\bar {u}}_{d}} est non nulle et la quantité {\displaystyle {\bar {u}}^{b}\xi _{b}} n'est en général pas conservée. Par contre, dans le cas d'une géodésique de genre lumière, où {\displaystyle {\bar {u}}^{d}{\bar {u}}_{d}=0}, alors la quantité {\displaystyle {\bar {u}}^{b}\xi _{b}} est conservée.

## Référence
- (en) Robert M. Wald, General Relativity, University of Chicago Press, 1984, 498 p. (ISBN 0226870332), pages 443 et 444.